# Unity Church
La Unity Church (alla lettera "Chiesa di Unità"), informalmente chiamata anche semplicemente Unity, è una chiesa di orientamento cristiano all'interno del più vasto movimento del New Thought, o trascendentalismo americano. La chiesa è stata fondata nel 1889 da Charles Fillmore e Myrtle Fillmore a Kansas City, nel Missouri, e ha oggi la sua sede centrale a Unity Village, sempre nel Missouri.

## Storia
Nel 1886 Myrtle Fillmore cade gravemente ammalata. Accompagnata da suo marito Charles ella assiste a una conferenza del dottor Eugene B.Weeks, seguace di Emma Curtis Hopkins. La Myrtle abbraccia l'insegnamento della Hopkins e contemporaneamente il suo stato di salute migliora notevolmente, cosa che ella attribuisce alle tecniche mentali di guarigione. La coppia di sposi continua allora la propria formazione nelle idee del New Thought direttamente al seguito della Curtis Hopkins.
Nel 1889 i due lanciano una rivista, Modern Thought, attorno alla quale inizia a formarsi un movimento a cui nel 1891 sarà dato il nome di Unity.
Nel 1894 H. Emilie Cady, un'anziana omeopata e membro di Unity, redige la prima raccolta scritta di insegnamenti del movimento, "Lessons in truth", che verrà tradotto in 11 lingue e distribuito in oltre un milione e mezzo di esemplari.
Oggi Unity è, insieme a Scienza religiosa, la chiesa New Thought più diffusa, con una presenza massiccia anche sulla rete.

## Insegnamenti
La Unity Church abbraccia una vasta gamma di idee spirituali, metafisiche e filosofiche e ha la sua verità fondamentale nel concetto che Dio è l'unico potere che esiste e costituisce tutto ciò che può essere visto così come ciò che è invisibile. Charles Fillmore ha affermato che: «Abbiamo studiato molti -ismi e culti... abbiamo preso il meglio da ogni religione... Unity è la Verità insegnata in tutte le confessioni, ma semplificata... cosicché chiunque può comprenderla e metterla in pratica». 
In particolare i cinque insegnamenti di base che compongono il sistema di Unity sono:
- Dio è la fonte e il creatore di tutto. Non c'è altro potere durevole. Dio è buono e onnipresente.
- Siamo esseri spirituali creati a immagine di Dio. Lo spirito di Dio vive all'interno di ognuno di noi, quindi tutte le persone sono fondamentalmente buone.
- Creiamo le nostre esperienze di vita attraverso il nostro modo di pensare.
- La preghiera affermativa (o affermazioni positive) è uno strumento potente che ci permette di rafforzare il nostro legame con Dio.
- La conoscenza dei precedenti quattro principi non è sufficiente: bisogna viverli.